# Cachoeira do Sul
Cachoeira do Sul è un comune del Brasile nello Stato del Rio Grande do Sul, parte della mesoregione Centro Oriental Rio-Grandense e della microregione di Cachoeira do Sul.
La città fu fondata nel 1820 e il nome si deve ad un'antica cascata (cachoeira in portoghese equivale a "piccola cascata") presente nel vicino Rio Jacuí.
È definita la "Capitale nazionale del riso". 
Il primo Sindaco di Cachoeira do Sul, Miguel Candido da Trindade Ricciolini (1825-1899), era figlio del baritono italiano Gaetano Ricciolini, pioniere dell'opera e della danza nell'America del Sud.